# Mattagà
Mattagà è un album dal vivo di Benito Urgu, realizzato in collaborazione con Alverio Cau, pubblicato nel 2005 da Noa Produzioni.

## Tracce
1. Mattagà (intro) – 1:14
2. Martinikka makka – 3:43
3. Chi vuol fare la gallina – 0:45
4. Rap & Tina (de su Componidori) – 4:27
5. Zanzarella – 0:45
6. Torna a casa Calvizio – 3:58
7. Sexy Fonni – 1:33
8. Fa' l'amore e bò! – 3:20
9. Tzudda – 4:20
10. Cambale twist – 2:02
11. Anita – 1:50
12. La bayamesa, que linda – 2:30
13. Mattagà (finale) – 2:48

Durata totale: 33:15